# Olle Vangstad
Olle Vangstad, född 3 augusti 1919 i Örebro, död 29 december 2008 i Karlstad, var en svensk jurist som var lagman i Karlstads tingsrätt från 1978 till 1984.
Vangstad blev juris kandidat vid Uppsala universitet 1945 och genomförde tingstjänstgöring 1945–1947. Han var biträdande stadsfiskal i Göteborgs stad 1952, biträdande landsfogde i Värmlands län från 1954 och länsåklagare där från 1965. Han var lagman i Karlstads tingsrätt 1978–1984. Han verkade därefter från 1986 som advokat.
Vangstad var son till riksbanksdirektör Hjalmar Olsson och hans maka Ragna, född Ewerth. Han var gift från 1942 med Ulla, studiekonsulent, född Arpi (1921–2021). Makarna vilar på Ruds kyrkogård i Karlstad.